# Benthesicymidae
Benthesicymidae är en familj av kräftdjur. Benthesicymidae ingår i överfamiljen Penaeoidea, ordningen tiofotade kräftdjur, klassen storkräftor, fylumet leddjur och riket djur. Enligt Catalogue of Life omfattar familjen Benthesicymidae 41 arter. 
Kladogram enligt Catalogue of Life:
| Benthesicymidae | \| \| Bentheogennema \| \| \| \| \| \| Benthesicymus \| \| \| \| \| \| Benthonectes \| \| \| \| \| \| Gennadas \| \| \| \| |
|                 | \| \| Bentheogennema \| \| \| \| \| \| Benthesicymus \| \| \| \| \| \| Benthonectes \| \| \| \| \| \| Gennadas \| \| \| \| |
|                 | Aristeidae |
|                 | |
|                 | Penaeidae |
|                 | |
|                 | Sicyoniidae |
|                 | |
|                 | Solenoceridae |
|                 | |
|                 | Bentheogennema |
|                 | |
|                 | Benthesicymus |
|                 | |
|                 | Benthonectes |
|                 | |
|                 | Gennadas |
|                 | |

|  | Bentheogennema |
|  |                |
|  | Benthesicymus  |
|  |                |
|  | Benthonectes   |
|  |                |
|  | Gennadas       |
|  |                |